# Tacalcitol
Tacalcitol vendido sob as marcas Curatoderm, entre outras, é um medicamento usado para tratar a psoríase, especificamente a psoríase em placas. É aplicado na pele uma a duas vezes por dia.
Os efeitos secundários podem incluir erupção cutânea e níveis elevados de cálcio. É um análogo fabricado da vitamina D3.
O tacalcitol foi aprovado para uso médico no Japão em 1993. Está na Lista de Medicamentos Essenciais da Organização Mundial da Saúde como alternativa ao calcipotriol.